# Hans-Joachim Menge (Politiker)

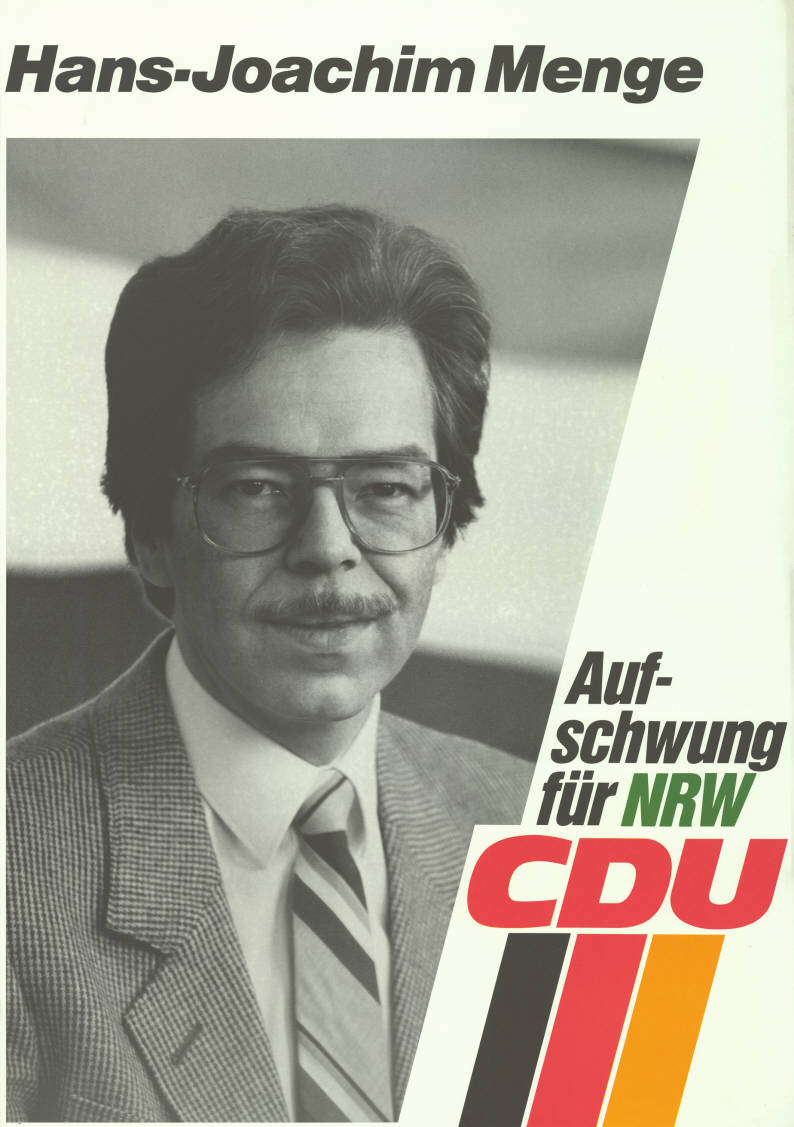
Kandidatenplakat zur Landtagswahl in Nordrhein-Westfalen 1985

Hans-Joachim Menge (* 14. Juni 1947 in Dortmund) ist ein deutscher Politiker und ehemaliger Landtagsabgeordneter (CDU).

## Leben und Beruf
Nach dem Besuch der Volksschule und des Gymnasiums war er zunächst zwei Jahre bei der Bundeswehr, um dann an der Universität Bochum Rechtswissenschaften zu studieren. Nach dem ersten und zweiten Staatsexamen arbeitete Menge als Rechtsanwalt und als Notar.
Der CDU gehörte er seit 1972 an. Er war von 2004 bis 2015 Bürgermeister der nordrhein-westfälischen Stadt Oer-Erkenschwick.

## Abgeordneter
Vom 6. Juli 1988 bis zum 30. Mai 1990 war Menge Mitglied des Landtags des Landes Nordrhein-Westfalen. Er rückte über die Landesliste seiner Partei nach.